# Le Docteur amoureux
Le Docteur amoureux est une pièce de théâtre en un acte et en prose de Molière, représentée le 24 octobre 1658 dans la salle des gardes du palais du Louvre, en présence de Louis XIV. Elle est jouée à la suite de Nicomède, tragédie de Pierre Corneille.
La pièce n'a jamais été imprimée. 
Le texte étant perdu, cela a donné lieu a un pastiche d'Ernest de Calonne qui, lassé de se voir refuser ses propres pièces, inventa un soi-disant Guérault-Lagrange, descendant d'un des membres de la troupe de Molière, qui retrouva dans son grenier le manuscrit perdu du Docteur amoureux. La pièce pastiche fut représentée au théâtre de l'Odéon en 1845 (dirigé alors par Auguste Lireux, apparemment mystifié) et fut imprimée en 1862, avec une préface narrant plaisamment la supercherie. Théophile Gautier avait d'ailleurs dit du pastiche qu'" il faisait trop vieux pour ne pas être trop neuf".  Il existe des réimpressions ultérieures retombant dans le panneau.
Le Docteur amoureux est la première pièce écrite par Molière que la troupe de Molière représenta à son arrivée à Paris, après avoir passé plusieurs années en province.